# Ralph Merkle
Ralph C. Merkle (Berkeley, 2 de febrero de 1952) es uno de los inventores de la criptografía de clave pública, el inventor de la función hash criptográfica, y más recientemente, un investigador y conferencista en la nanotecnología molecular y la criónica. Merkle aparece en la novela de ciencia ficción La era del diamante, que trata sobre nanotecnología.

## Primeros años y educación
Se graduó del Instituto de Livermore en 1970 y comenzó a estudiar ciencias de la computación en la Universidad de California en Berkeley, obteniendo su BA en 1974, y su M.S. en 1977. En 1979 recibió su doctorado en ingeniería eléctrica en la Universidad de Stanford, con una tesis titulada El secreto, la autenticación y sistemas de clave pública. Su director de tesis era Martin Hellman.

## Aportes
Como parte de un proyecto de clase en la Universidad de California, ideó los puzles de Merkle, un método de comunicación a través de un canal inseguro. El sistema es ahora reconocido como un ejemplo temprano de la criptografía de clave pública. Coinventó el criptosistema de Merkle-Hellman, que está basado en el problema de la mochila, inventó el hash criptográfico (denominado en la actualidad construcción Merkle-Damgård), e inventó los árboles de Merkle, una estructura de datos. La construcción de Merkle-Damgård está en la base de muchos algoritmos hash modernos.
Durante su estancia en Xerox PARC, Merkle diseñó las funciones de cifrado por bloques Khufu y Khafre y la función de hash criptográfica Snefru, en referencia a tres faraones egipcios.

## Trayectoria profesional
Merkle fue gerente de desarrollo de compiladores en Elxsi a partir de 1980. En 1988, empezó a trabajar en Xerox PARC como científico de investigación. En 1999 pasó a ejercer como teórico de la nanotecnología para Zyvex. En 2003 recibió el título de profesor distinguido en el Instituto Tecnológico de Georgia, donde dirigió el Centro de Seguridad de la Información. En 2006 regresó al Área de la Bahía de San Francisco, donde ha sido investigador principal en IMM, miembro del cuerpo docente de la Universidad de la Singularidad y miembro del Consejo de la Alcor Life Extension Foundation.
Permanece activo en el campo de la manipulación molecular y las máquinas autorreplicantes y ha publicado libros al respecto.

## Vida personal
Ralph Merkle es sobrino nieto de la estrella del béisbol Fred Merkle, hijo de Charles Theodore Merkle, director del Proyecto Pluto y hermano de Judith Merkle Riley, escritora de novelas históricas. Está casado con Carol Shaw, diseñadora de videojuegos especialmente conocida por el videojuego de 1982 River Raid para la consola Atari 2600.
Es mencionado en la novela de ciencia ficción La era del diamante, que trata sobre nanotecnología.

## Premios
- 1996: Premio Paris Kanellakis de la ACM por la invención de la criptografía de clave pública.[6]
- 1998: Premio Feynman de Nanotecnología por el modelado computacional de herramientas moleculares para reacciones químicas de precisión atómica.[7]
- 1999: Premio Koji Kobayashi de Computadoras y Comunicaciones del IEEE.[8]
- 2000: Premio RSA a la Excelencia en Matemáticas por la invención de la criptografía de clave pública.[9]
- 2008: Fellow de la Asociación Internacional de Investigación Criptográfica (IACR) por la invención de la criptografía de clave pública.[10]
- 2010: Medalla Richard W. Hamming del IEEE por la invención de la criptografía de clave pública.[11]
- 2011: Fellow del Museo de la Historia de la Computación (Mountain View, California, EE. UU.) «por su trabajo, junto con Whitfield Diffie y Martin Hellman en la criptografía de clave pública».[12]
- 2011: Salón de la Fama de los Inventores Nacionales (NIHF) por la invención de la criptografía de clave pública.[13]
- 2012: Salón de la Fama Nacional de la Ciberseguridad (NCSHF).
- 2020: Premio Levchin «por contribuciones fundamentales para el desarrollo de la criptografía de clave pública, los algoritmos hash, los árboles de Merkle y las firmas digitales».[14]